# Lampeter Velfrey
Lampeter Velfrey è un centro abitato del Galles, situato nella contea del Pembrokeshire.